# Movimento software livre
O movimento software livre é um movimento social, com o objetivo de obter e garantir certas liberdades para usuários de software, ou seja, a liberdade de executar o software, para estudar e modificar o software, e para redistribuir cópias, com ou sem alterações. Embora com base em tradições e filosofias entre os membros da década de 1970 da cultura hacker, Richard Stallman fundou formalmente o movimento em 1983 com o lançamento do Projeto GNU.
Stallman fundou a Free Software Foundation em 1985, para apoiar o movimento.

## Filosofia
A filosofia do movimento é que a utilização de computadores não deve levar as pessoas a serem impedidas de cooperar umas com as outras. Na prática, isso significa rejeitar "software proprietário", que impõe tais restrições, e promover o software livre, com o objetivo final de todos serem libertados "no ciberespaço" - ou seja, cada usuário do computador. Stallman observa que esta ação irá promover, em vez de impedir o progresso da tecnologia, já que "isso significa que muito desperdício da duplicação de esforço de programação de sistemas será evitada. Este esforço poderá ser utilizado para o avanço do estado da arte".
Os membros do movimento software livre acreditam que todos os usuários do software deve ter as liberdades listadas na Definição de Software Livre. Muitos deles afirmam que é imoral proibir ou impedir as pessoas de exercer essas liberdades, e que essas liberdades são necessárias para criar uma sociedade decente, onde os usuários de software podem ajudar uns aos outros, e de ter controle sobre seus computadores.
Alguns adeptos do movimento software livre não acreditam que software proprietário seja estritamente imoral.
"Embora a mudança social pode ocorrer como um subproduto não intencional da mudança tecnológica, os defensores das novas tecnologias, muitas vezes promovem como instrumentos de mudança social positiva." Esta citação do professor Joel West da San Jose State, explica muito da filosofia, ou a razão pela qual o movimento de código livre está vivo. Se partirmos do pressuposto de que a mudança social não é apenas afetada, mas em alguns pontos de vista, dirigido pelo avanço da tecnologia, é ético para manter essas tecnologias de certas pessoas? Se não for para fazer uma mudança direta, esse movimento está no local para aumentar a conscientização sobre os efeitos que ocorrem por causa das coisas físicas que nos rodeiam. Um computador, por exemplo, permite-nos então termos mais liberdades do que temos sem um computador, mas estes meios tecnológicos devem estar implícitas liberdades ou privilégios seletivos? O debate sobre a moralidade de ambos os lados para o movimento software livre é um tema difícil, sem comprometer respectiva uma oposição.
A Free Software Foundation também acredita que todo o software precisa de documentação livre, em particular porque os programadores consciêntes devem ser capaz de atualizar manuais para refletir a modificação que eles fizeram para o software, mas considera a liberdade de modificar a menos importante para outros tipos de trabalhos escritos.  Dentro do movimento software livre, os FLOSS Manuals fundação especializada no objetivo de fornecer tal documentação. Os membros do movimento software livre defendem que as obras sirvam um propósito prático também devam ser livres.

## Ações

### Escrever e espalhar o software livre
O trabalho do núcleo no movimento software livre focado em desenvolvimento de software. O movimento software livre também rejeita o software proprietário, se recusando a instalar software que não dar-lhes as liberdades do software livre. De acordo com Stallman, "A única coisa no campo de software que é pior do que uma cópia não autorizada de um programa proprietário, é uma cópia autorizada do programa proprietário, porque este faz o mesmo dano a toda comunidade de usuários, e, além disso, geralmente dono da obra, o autor desse mal, partem disso os lucros".

### Construção Consciênte
Alguns partidários do movimento software livre se ocupam em falar em público, ou receber uma barraca em conferências relacionadas com software para aumentar a conscientização sobre a liberdade do software. Isto é visto como importante, pois as pessoas que recebem o software livre, mas que não estão cientes do que é software livre, mais tarde irá aceitar um substituto não-livre ou vai adicionar software que não é software livre.

### Ética Igualitária
Margaret S. Elliot, uma pesquisadora do Instituto de Software da Universidade da Califórnia Irvine, não só apresenta muitos benefícios que poderiam vir do movimento software livre, ela afirma que é inerentemente necessário para dar a cada pessoa igual oportunidade de utilizar a Internet, assumindo que o computador é globalmente acessível. Desde que o mundo tornou-se mais com base no quadro da tecnologia e seu avanço, criando uma internet seletiva que permite que apenas algumas pessoas naveguem na web livremente, não faz sentido de acordo com Elliot. Se houver um desejo de viver em um mundo mais coexistente que é beneficiado pela comunicação e assistência global, então software livre globalmente deve ser uma posição para lutar, segundo muitos estudiosos que promovam a conscientização sobre o movimento software livre. As idéias provocadas pelos associados GNU são uma tentativa de promover um "ambiente cooperativo" que entende os benefícios de ter uma comunidade local e de uma comunidade global.

## Legislação
Muito trabalho tem sido feito lobby contra as patentes de software e expansões da lei de direitos autorais. Outros lobbys focam diretamente sobre o uso de software livre por agências governamentais e projetos financiados pelo governo.
O governo venezuelano implementou uma lei de software livre em janeiro de 2006. Decreto n º 3.390 determinou todas as agências governamentais migrem para software livre num período de dois anos.
Congressistas Edgar David Villanueva e Jacques Rodrich Ackerman tem sido fundamentais ao introduzirem na República do Peru lei 1609 sobre "Software Livre na Administração Pública".  O episódio imediatamente chamou a atenção da Microsoft Inc, Peru, cujo diretor geral  escreveu uma carta ao Dr. Edgar David Villanueva. Resposta do Dr. Villanueva recebendo atenção mundial e ainda é visto como uma peça clássica da argumentação favorecendo o uso do software livre nos governos.
Nos EUA, tem havido esforços para passar a legislação em nível estadual incentivando o uso do software livre por agências do governo do estado.

## Subgrupos e cismas
Como muitos movimentos sociais, o movimento software livre tem conflitos internos entre personalidades e entre defensores do compromisso contra estrita adesão aos valores.

### Código Aberto
Em 1998, algumas empresas reuniram-se para criar uma campanha de marketing para o software livre que iria se concentrar em tecnologia ao invés de ética. Depois disto Eric Raymond e Bruce Perens fundaram a Open Source Initiative (OSI), para promover o termo "software de código aberto" como um termo alternativo para o software livre. OSI não concordava com a posição do movimento software livre que software não-livre é um problema social ou que não é ético, argumentando que o código aberto é um modelo superior de desenvolvimento de software. 
Em 2005, Richard Glass  considerou as diferenças como uma "fratura séria", mas "de vital importância para os dois lados da fratura" e "de pouca importância a qualquer um que estude o movimento do ponto de vista da engenharia de software", já que eles tiveram "pouco efeito sobre o campo".
Alguns defensores do software livre usar o termo software livre e de código aberto (FOSS) como um compromisso inclusivo, com base em ambas as filosofias para trazer ambos os defensores do software livre e software de código aberto defendam juntos para trabalharem nos projetos com mais coesão. Alguns usuários acreditam que um termo de compromisso que abrange ambos os aspectos é o ideal, para promover tanto a liberdade do usuário como o software e também para promover a suposta superioridade de um modelo de desenvolvimento de código aberto.
Enquanto algumas pessoas preferem ligar as duas idéias de "software de código aberto" e "software livre" em conjunto, é importante entender a diferença, porque eles oferecem duas idéias e valores distintos. Essa ambigüidade começou em 1998, quando as pessoas começaram a usar o termo "software de código aberto" ao invés de "software livre". Pessoas da comunidade de software livre usado estes termos distintos como uma forma de diferenciar o que eles fizeram. O movimento Open Source aborda software ser aberto como uma questão prática, em oposição a um dilema ético. Em outras palavras, ele se concentra mais no desenvolvimento. O movimento open source última análise, determina que o software não-livre não é a solução de melhor interesse.
Por outro lado, o movimento software livre vê software não-livre como uma questão social e software livre como a solução para o problema. Aqueles que trabalham dentro da comunidade de software livre têm procurado termos menos ambíguos nos esforços para refinar sua definição para que não haja confusão, mas lutam para encontrar palavras que não produzem imprecisão. Embora os movimentos têm valores e objetivos distintos, as pessoas, tanto a comunidade de código aberto e comunidade de software livre colaborar quando se trata de projetos práticos.
A mudança do movimento software livre para o movimento código aberto tem tido efeitos negativos sobre a progresso da comunidade, de acordo com Christopher Kelty que dedica um capítulo acadêmico aos movimentos de software livre em "Teorização de Mídia e Prática". O movimento código aberto nega que a seletividade e a privatização do software é antiético. Embora o movimento código aberto está trabalhando para os mesmos benefícios sociais, como o movimento software livre, alegações de Kelty que, desconsiderando essa crença fundamental dos defensores do software livre, é a destruição geral do argumento. Se pode afirmar que é ético limitar a internet e outras tecnologias para apenas usuários que têm os meios para utilizar esses softwares, então não há nenhum argumento contra a forma como as coisas estão no momento, não há necessidade de se queixar do todo a moralidade vai en direção ao afeto.

### Stallman e Torvalds
As duas pessoas mais importantes ligados ao movimento, Richard Stallman e Linus Torvalds, podem ser vistos como representantes da base de valores contra filosofias apolíticas, bem como  GNU contra Linux estilos de codificação. Paradoxalmente que pareça, é a simbiose de suas obras que compõem um completo sistema operacional conhecido como GNU/Linux, ou simplesmente Linux. Na controvérsia quanto à nomenclatura GNU/Linux a FSF defende o termo GNU/Linux porque GNU era um projeto de longa data para desenvolver um sistema operacional livre, que eles dizem que o kernel foi a última peça que faltava.

## Medidas do progresso
Ohloh, um serviço web fundado em 2004 e lançado em 2006, monitora a atividade de desenvolvimento na comunidade de software livre, proporcionando detalhes métricos e análises quantitativas sobre o crescimento e a popularidade de projetos e linguagens de programação.

## Críticas e controvérsias

### Se os princípios ficam comprometidos?
Alguns, como Eric Raymond, criticam a velocidade com que o movimento software livre está progredindo, o que sugere que os compromissos temporários devem ser feitas para ganhos a longo prazo. Raymond argumenta que isso poderia aumentar a conscientização sobre o software, e assim, aumentar a influência do movimento software livre em normas e legislação pertinentes. 

Outros, como Richard Stallman, vem o nível atual de compromisso com maior preocupação.

### Como os programadores são pagos?
Stallman afirmou que este é o lugar onde as pessoas têm a concepção errônea de "livre": Não há nada de errado em os programadores solicitarem pagamento para um projeto proposto. Restringir e controlar as decisões do usuário em uso é a violação real de liberdade. Stallman defende que, em alguns casos, o incentivo monetário não é necessário para a motivação,  o prazer de expressar a criatividade já é uma recompensa em si mesmo (como acontece na música e na arte).

## Leitura complementar
- David M. Berry, Copy, Rip, Burn: The Politics of Copyleft and Open Source, Pluto Press, 2008, ISBN 0-7453-2414-2
- Johan Soderberg, Hacking Capitalism: The Free and Open Source Software Movement, Routledge, 2007, ISBN 0-415-95543-2